# Kagurabachi
Kagurabachi (カグラバチ) est un manga écrit et illustré par Takeru Hokazono. La série est publiée au Japon depuis septembre 2023 dans le magazine hebdomadaire Weekly Shōnen Jump de l'éditeur Shūeisha. La version française est publiée par Kana à partir de février 2025.

## Synopsis
Chihiro Rokuhira est fils d'un forgeron renommé qui a forgé six épées enchantées. À la mort de ce dernier, Chihiro cherche à se venger des assassins de son père, une bande de sorciers, à l'aide d'une septième épée enchantée que son père lui avait légué avant de mourir.

## Publication
Kagurabachi est écrit et dessiné par Takeru Hokazono. Il est publié à partir du 19 septembre 2023 par l'éditeur Shūeisha via son magazine hebdomadaire Weekly Shōnen Jump,. L'éditeur Shūeisha publie la série sous format tankōbon à partir du 2 février 2024 avec un premier volume et compte 8 tomes le 4 juillet 2025.
Le 14 juillet 2024, Kana annonce la publication de la version française,. Le premier volume est publié le 14 février 2025.

### Liste des volumes
| no | Japonais        | Japonais          | Français         | Français          |
| no | Date de sortie  | ISBN              | Date de sortie   | ISBN              |
| --- | --------------- | ----------------- | ---------------- | ----------------- |
| 1 | 2 février 2024  | 978-4-08-883819-9 | 14 février 2025  | 978-2-50-513291-2 |
| Liste des chapitres : - Chapitre 1 - Ce qui doit être fait (すべきこと, Subeki Koto) - Chapitre 2 - Amas (累累, Ruirui) - Chapitre 3 - Témoin (目撃者, Mokugekisha) - Chapitre 4 - Sorcellerie et sabres ensorcelés (妖術と妖刀, Yōjutsu to Yōtō) - Chapitre 5 - Festin (ごちそう, Gochisō) - Chapitre 6 - Tranquillité (平穏, Heion) - Chapitre 7 - Balisage (狼煙, Noroshi) - Chapitre 8 - Norisu Madoka ~ Je vais changer ! ~ (円 法炸 〜俺は変わるんだ〜, Madoka Norisaku: Ore wa Kawarunda) |                 |                   |                  |                   |
| 2 | 2 mai 2024      | 978-4-08-883880-9 | 18 avril 2025    | 978-2-50-513328-5 |
| Liste des chapitres : - Chapitre 9 - Enten vs Kuregumo (淵天vs刳雲, Enten Bāsasu Kuregumo) - Chapitre 10 - En deux temps trois mouvements (サクッっと, Sakutto) - Chapitre 11 - Réveil (目覚め, Mezame) - Chapitre 12 - Préparatifs (支度, Shitaku) - Chapitre 13 - Élite (精鋭, Seiei) - Chapitre 14 - Potentiel (本領, Honryō) - Chapitre 15 - Repas (飯, Meshi) - Chapitre 16 - Silence (沈黙, Chinmoku) - Chapitre 17 - Thé (茶, Cha) - Chapitre 18 - Grondement (咆哮, Hōkō) |                 |                   |                  |                   |
| 3 | 4 juillet 2024  | 978-4-08-884116-8 | 4 juillet 2025   | 978-2-50-513379-7 |
| Liste des chapitres : - Chapitre 19 - Le chevalier des ténèbres (闇の騎士, Yami no Kishi) - Chapitre 20 - L'arme du Kamunabi (神奈備の武器, Kamunabi no Buki) - Chapitre 21 - Tiédasse (微温い, Nurui) - Chapitre 22 - Équilibre (拮抗, Kikkō) - Chapitre 23 - La chambre forte (蔵, Kura) - Chapitre 24 - Chasseurs (狩人, Karyūdo) - Chapitre 25 - Marché (取引, Torihiki) - Chapitre 26 - Confiance (信頼, Jishin) - Chapitre 27 - Mister Inazuma (Mr.イナズマ, Misutā Inazuma) |                 |                   |                  |                   |
| 4 | 4 octobre 2024  | 978-4-08-884209-7 | 29 août 2025     | 978-2-50-513380-3 |
| Liste des chapitres : - Chapitre 28 - 突破口 (Toppakō) - Chapitre 29 - 取捨 (Shusha) - Chapitre 30 - 乱入者 (Rannyūsha) - Chapitre 31 - 挨拶 (Aisatsu) - Chapitre 32 - 選別 (Senbetsu) - Chapitre 33 - 死守 (Shishu) - Chapitre 34 - 役目 (Yakume) - Chapitre 35 - 檻 (Ori) - Chapitre 36 - 天才達 (Tensai-tachi) - Chapitre 37 - 対等 (Taitō) |                 |                   |                  |                   |
| 5 | 4 décembre 2024 | 978-4-08-884348-3 | 1er octobre 2025 | 978-2-50-513381-0 |
| Liste des chapitres : - Chapitre 38 - 競合 (Kyōgō) - Chapitre 39 - 超えろ!! (Koero!!) - Chapitre 40 - 一端 (Ippashi) - Chapitre 41 - 熱狂 (Nekkyō) - Chapitre 42 - 全部 (Zenbu) - Chapitre 43 - 全う (Mattō) - Chapitre 44 - 閉幕 (Heimaku) - Chapitre 45 - これからの話く (Korekara no hanashiku) - Chapitre 46 - 勝手な野郎 (Kattena Yarō) |                 |                   |                  |                   |
| 6 | 4 mars 2025     | 978-4-08-884399-5 | 5 décembre 2025  | 978-2-50-513395-7 |
| Liste des chapitres : - Chapitre 47 - 漆羽 (Uruha) - Chapitre 48 - 国獄 湯煙スクワッド (Kokugoku Yukemuri Sukuwaddo) - Chapitre 49 - 均衡 (Kinkō) - Chapitre 50 - 迎撃 (Geigeki) - Chapitre 51 - 座村 (Samura) - Chapitre 52 - 2人きり (Futari Kiri) - Chapitre 53 - 暗がり (Kuragari) - Chapitre 54 - 友情 (Yūjō) - Chapitre 55 - 共闘 (Kyōtō) - Chapitre 56 - 夜更け (Yofuke) |                 |                   |                  |                   |
| 7 | 2 mai 2025      | 978-4-08-884413-8 | -                |                   |
| Liste des chapitres : - Chapitre 57 - 崩壊 (Hōkai) - Chapitre 58 - 再開 (Saikai) - Chapitre 59 - 暗転 (Anten) - Chapitre 60 - 黄泉がえり (Yomigaeri) - Chapitre 61 - 夜戦 (Yasen) - Chapitre 62 - イヲリ (Iwori) - Chapitre 63 - 車追跡 (Kuruma Tsuiseki) - Chapitre 64 - ビカム侍 (Bikamu Samurai) - Chapitre 65 - Imitation (見真似, Mi Mane) |                 |                   |                  |                   |
| 8 | 4 juillet 2025  | 978-4-08-884566-1 | -                |                   |
| Liste des chapitres : - Chapitre 66 - Vérité (真実, Shinjitsu) - Chapitre 67 - Le Massacre Hôtel (ザ殺戮ホテル, Za Satsuriku Hoteru) - Chapitre 68 - Variations (変幻, Hengen) - Chapitre 69 - L'homme à la cicatrice (傷ノ男, Kizu no Otoko) - Chapitre 70 - L'école d'iai Byakkei (居合白禊流, Iai Byakkei-ryū) - Chapitre 71 - Duel (勝負, Shōbu) - Chapitre 72 - Avenir (未来, Mirai) - Chapitre 73 - Aube (黎明, Reimei) - Chapitre 74 - Aurore (夜明け, Yoake) |                 |                   |                  |                   |
| 9 | 3 octobre 2025  | 978-4-08-884653-8 | -                |                   |
| | -               |                   | -                |                   |
| Liste des chapitres : - Chapitre 75 - Illusion (幻想, Gensō) - Chapitre 76 - En (宴, En) - Chapitre 77 - Hors du filet (蚊帳の外, Kaya no Soto) - Chapitre 78 - Relève (交代, Kōtai) - Chapitre 79 - Les Scélérats !! (曲者!!, Kusemono!!) - Chapitre 80 - La salle secrète (密室, Misshitsu) - Chapitre 81 - Forces principales (主力, Shuryoku) - Chapitre 82 - Enten VS Tobimune (淵天VS飛宗, Enten VS Tobimune) - Chapitre 83 - Enten (淵天) - Chapitre 84 - Les blessés (傷の者たち, Kizu no Monotachi) - Chapitre 85 - Ouverture (開く, Hiraku) - Chapitre 86 - Premiers mouvements (胎動, Taidō) - Chapitre 87 - Les sept esprits (七霊, Nanarei) - Chapitre 88 - Déclenchement (皮切り, Kawagiri) - Chapitre 89 - Mélée générale (乱戦, Ransen) - Chapitre 90 - Kiri (斬ちゃん) |                 |                   |                  |                   |

## Réception
À sa sortie, Kagurabachi surpasse des séries telles que Spy × Family, Dragon Ball Super ou encore Boruto dans le classement de popularité de Manga Plus. Sa popularité soudaine parmi les lecteurs anglais est venue d'un mème Internet visant à s'extasier sur le titre avant même la publication du premier chapitre et à le représenter, ironiquement, comme l'héritier des « Big 3 » (One Piece, Naruto et Bleach). Pour ses trois premiers volumes, la série est recommandée par trois fois via des commentaires figurant sur les obi entourant les couvertures des tomes. Le manga est ainsi successivement recommandé par le mangaka Kōhei Horikoshi, puis le musicien Vaundy et finalement Masashi Kishimoto, l'auteur de Naruto.
Le 28 août 2024, Kagurabachi remporte le prix Next Manga Awards dans la catégorie mangas papier,.

## Chiffres
Au 24 avril 2024, Kagurabachi franchi la barre des 200 000 copies en circulation avec seulement deux volumes publiés.
Au 31 août 2024, le manga atteint le nombre de 600 000 copies avec seulement les trois premiers volumes en circulation.
Au 18 octobre 2024, le manga atteint la barre symbolique des 1 000 000 copies écoulées avec les quatre premiers volumes,.
Au 3 décembre 2024, alors que le cinquième volume est publié, le manga dépasse les 1 300 000 copies en circulation,,.
Au 24 avril 2025, alors que le septième volume doit bientôt sortir, le manga atteint les 2 200 000 copies écoulées,,,.

## Anime
Le 2 décembre 2024, Toyo Keizai rapporte que Kagurabachi sera adapté en anime par CygamesPictures, à travers une production conjointe de Cyber Agent et Shōchiku,. Aucun autre détail n'a été fourni au moment de la publication de l'article,.

### Œuvres
Édition japonaise
1. 1 2 3  (ja) « カグラバチ 1 », sur Shueisha (consulté le 11 février 2024)
2. 1 2  (ja) « カグラバチ 2 », sur Shueisha (consulté le 25 mars 2024)
3. 1 2  (ja) « カグラバチ 3 », sur Shueisha (consulté le 16 mai 2024)
4. 1 2  (ja) « カグラバチ 4 », sur Shueisha (consulté le 19 août 2024)
5. 1 2  (ja) « カグラバチ 5 », sur Shueisha (consulté le 16 octobre 2024)
6. 1 2  (ja) « カグラバチ 6 », sur Shueisha (consulté le 18 janvier 2025)
7. 1 2  (ja) « カグラバチ 7 », sur Shueisha (consulté le 23 mars 2025)
8. 1 2  (ja) « カグラバチ 8 », sur Shueisha (consulté le 16 mai 2025)
9. 1 2  (ja) « カグラバチ 9 », sur Shueisha (consulté le 15 août 2025)

Édition française
1. 1 2  « Kagurabachi tome 1 », sur Kana (consulté le 22 janvier 2025)
2. 1 2  « Kagurabachi tome 2 », sur Kana (consulté le 22 janvier 2025)
3. 1 2  « Kagurabachi tome 3 », sur Kana (consulté le 22 janvier 2025)
4. 1 2  « Kagurabachi tome 4 », sur Kana (consulté le 3 avril 2025)
5. 1 2  « Kagurabachi tome 5 », sur Kana (consulté le 2 mai 2025)
6. 1 2  « Kagurabachi tome 6 », sur Kana (consulté le 16 juillet 2025)